# مجلة علم النفس المرضي التجريبي
مجلة علم النفس المرضي التجريبي (بالإنجليزية: Journal of Experimental Psychopathology)‏ هي مجلة ذات وصول مفتوح تغطي مجالات علم النفس المرضي. تأسست في عام 2010 ونشرها سيج للنشر. أعيد إطلاقها كمجلة مفتوحة الوصول في عام 2018، بعد أن دمجت مع المجلة الموجودة مسبقًا "مراجعة علم النفس المرضي" (بالإنجليزية: Psychopathology Review)‏. رئيس تحريرها غراهام ديفي (جامعة ساسكس).
ووفقًا لتقارير الاستشهاد بالمجلات الأكاديمية، فإن المجلة لديها عامل تأثير لعام 2018 قدره 0.812، مما يجعلها في المرتبة 108 من أصل 130 مجلة في فئة "علم النفس، السريرية".

## روابط خارجية
- الموقع الرسمي